# Tony Ramoin
Tony Ramoin (Cannes, 23 de diciembre de 1988) es un deportista francés que compitió en snowboard, especialista en la prueba de campo a través.
Participó en dos Juegos Olímpicos de Invierno, obteniendo una medalla de bronce en Vancouver 2010, en el campo a través, y el 17.º lugar en Sochi 2014.

## Medallero internacional
| Juegos Olímpicos | Juegos Olímpicos   | Juegos Olímpicos  | Juegos Olímpicos |
| Año              | Lugar              | Medalla           | Competición      |
| ---------------- | ------------------ | ----------------- | ---------------- |
| 2010             | Vancouver (Canadá) | Medalla de bronce | Campo a través   |